# 细叶山蚂蝗
细叶山蚂蝗（学名：Sohmaea gracillima），为豆科拿身草属下的一个物种，为台湾特有种。过去曾被归类于近缘的山蚂蝗属。